# CH-53 Sea Stallion
CH-53 Sea Stallion («Сі Ста́лліон») — американський важкий десантно-транспортний вертоліт, призначений для виконання різнорідних задач (перевезення особового складу, транспортування військових вантажів, а також для евакуації поранених з поля бою. Від самого початку розроблявся для потреб Корпусу морської піхоти США, надалі перебував на озброєнні збройних сил Німеччини, Ірану, Ізраїлю, Австрії та Мексики. До військово-повітряних сил США надходила модернізована версія HH-53 «Super Jolly Green Giant». У 1980-ті на заміну «Сі Сталліон» почав надходити удосконалений та більш потужний CH-53E «Супер Сталліон».

## Історія
З 1960 року, керівництво Корпусу морської піхоти США розпочало пошуки транспортних вертольотів, які мали прийти на заміну застарілому CH-37 «Мохаве». Тривалі оцінки різнорідних проєктів не надавали результатів, доки у березні 1962 бюро військово-морських закупівель американського флоту не перебрало ініціативу на себе й не оприлюднило основні тактико-технічні вимоги для майбутньої гвинтокрилої машини. Цей гелікоптер мав летіти на відстань до 190 км з корисним навантаженням до 8 000 фунтів (3 600 кг).
Американські виробники вертолітної техніки запропонували свої напрацювання: Boeing Helicopters виставив модифіковану версію CH-47 Chinook, Kaman Aircraft — удосконалену версію британського Fairey Rotodyne та Sikorsky — узяв за основу модернізовану з підвищеними аеродинамічними характеристиками й двома газотурбінними двигунами General Electric T64-GE-413 версію S-61R, під найменування «S-65». Варіант Kaman Aircraft швидко вийшов зі змагань через негаразди з британським урядом, а у розпаленому протистоянні перемогла версія компанії Sikorsky Aircraft, яка у липні 1962 виборола контракт на проведення дослідницьких робіт вертольотів нового типу.
14 жовтня 1964 року, після впорядкування значних технічних та фінансових проблем у Стратфорді, штат Коннектикут піднявся в повітря перший екземпляр. Випробування спробного зразка пройшли набагато краще, ніж очікувалося, й у вересні був підписаний контракт на постачання перших 16 вертольотів, які отримали назву «CH-53A Sea Stallion».

## Варіанти
- YCH-53A — два прототипи, оснащені двома 2 850 к.с. (2 130 кВ) двигунами T64-GE-3.
- CH-53A — перша партія вертольотів для Корпусу морської піхоти. Побудоване 139 одиниць.
- RH-53A — версія вертольота з новими 3 925 к.с. (2 927 кВ) двигунами T64-GE-413 та протимінним обладнанням. 15 одиниць для ВМС США.
- TH-53A — навчальний варіант вертольота для ВПС США.
- CH-53D — модернізована версія з поліпшеною трансмісією, збільшеною кабіною на 53 місця та новим ротором. 126 одиниць для Корпусу морської піхоти.
- RH-53D — вертоліт на основі CH-53Dдля протимінних підрозділів ВМС. Оснащений 12,7-мм кулеметом та обладнанням для дозаправлення у повітрі. 30 одиниць для ВМС США; 6 — для Ірану.
- VH-53D — дві одиниці гелікоптера для Корпусу морської піхоти для перевезення VIP-персон.
- VH-53F — шість штук (недобудовані) для Корпусу морської піхоти/ВМС США для перевезення VIP-персон.
- CH-53G — варіант вертольота для армійської авіації Сухопутних військ Німеччини. 112 вироблено.
- CH-53GS — модернізована версія вертольота CH-53G, оснащена новітнім протиракетним захистом, сучасним обладнанням зв'язку та навігації та двома зовнішніми підвісними баками для армійської авіації Сухопутних військ Німеччини. 26 одиниць доведено до рівня CH-53GS/GE — вертоліт для проведення бойових пошуково-рятувальних операцій.
- CH-53GE — новий варіант вертольота CH-53GS, оснащений найсучаснішим електронним обладнанням та приладами
- CH-53GA — подальша удосконалена версія вертольота CH-53G; 40 одиниць для армії Німеччини. Перший політ — лютий 2010.
- S-65C-3 Yas'ur — експортний варіант вертольота для ВПС Ізраїлю.
- S-65Öe — експортний варіант вертольота для ВПС Австрії.